# منتخب سيراليون لكرة السلة
منتخب سيراليون لكرة السلة هو ممثل سيراليون الرسمي في المنافسات الدولية في كرة السلة. ينتمي إلى منطقة الاتحاد الأفريقي لكرة السلة. انضم إلى الاتحاد الدولي لكرة السلة في عام 1991.